# Адпостенков, Александр Алексеевич
Александр Алексеевич Адпостенков (13 июня 1949, пос. Дорохово Рузского района Московской области — 31 января 2001) — русский писатель и журналист. Член Союза писателей России (с 1993). Лауреат премии Союза журналистов России.

## Биография
Вырос в Липецке, на родине матери. Учился в военном училище и в училище гражданской авиации. После окончания Литературного института им. Горького в Москве, работал журналистом в редакциях липецких газет и на Липецком областном радио.
Участник первого Всероссийского семинара сатириков и юмористов, VIII Всесоюзного совещания молодых писателей.
Умер от тяжелой болезни в 2001 году.

## Творчество
Дебютировал с короткими юмористическими рассказами, которые публиковались на страницах областных и центральных газет, в журналах «Аврора», «Нева», «Крокодил», «Подъём», «Литературная газета» и др.
Позже создал ряд произведений социально—философской направленности. Автор рассказов, повестей и нескольких романов.

## Избранные произведения
- «В темпе фокстрота»,
- «Очки для дали»,
- «Зубья расчески»
- «Частный розыск» (1992),
- «Русский секс» (1992),
- «Апостольские радости» (1993),
- «Перемена сердца» (1995)
- «Весёлое житие»,
- «Билет на фейерверк».

## Награды и премии
- Липецкая областная литературная премия имени И. А. Бунина (1995),
- Липецкая областная журналистская премия имени А. Вермишева (1997),
- премия Союза журналистов России.